# L'allegoria del moderno
L'allegoria del moderno è un saggio di teoria letteraria scritto da Romano Luperini nel 1990.

## Semantica e interpretazione
Luperini, nel saggio su l' “Allegoria del moderno”, prova a fuoriuscire da una impasse in cui la critica ristagna ormai da anni: il rapporto tra semantica e interpretazione, ovvero se sia possibile un approccio al testo che riesca a combinare una metodologia scientifica e una più soggettiva. Con questo obiettivo, Luperini ripercorre una breve storia della problematica, partendo dal più ampio dibattito tra l'ermeneutica filosofica gadameriana e quella decostruzionista derridiana, fino a restringere il campo a quello della critica italiana (in particolare di Eco, Agosti e Segre).
La prima obiezione mossa a Gadamer e alla critica neoermeneutica - per i quali il rapporto interpretativo col testo non si pone come esperienza dell'altro, ma come autoriconoscimento (perché il lettore non ha la capacità di individuare l'autore nel testo, ma vede in esso solo ciò che egli vuole vedere) – è sul particolare nichilismo che scaturisce dalla impossibilità di una via giusta o perlomeno adeguata di interpretazione: la storicità di quest'ultima si riduce alla sua frantumazione caso per caso. Non viene tenuto di conto ad esempio il momento oggettivo della produzione (sia del testo che dell'opera critica che lo interpreta): Gadamer trascura la differenza tra momento della lettura interiore e quello della interpretazione resa pubblica dalla scrittura critica, non vede che procedere alla scrittura di una interpretazione comporta anche la mobilitazione di tecniche argomentative. D'altronde, come già Ricœur aveva sottolineato, la congiunzione nel titolo della più importante opera gadameriana Verità e metodo andava sostituita con la disgiuntiva “o”, perché per Gadamer gli strumenti di conoscenza propri del metodo scientifico risultano inefficaci per le “scienze dello spirito”. Eppure le metodologie della semantica, non dissimili da quelle usate per le scienze naturali, hanno dimostrato quanto un testo possa essere studiato con procedure di tipo oggettivo.
Altre critiche sono mosse da Luperini anche a chi, come Hirsch, ha percorso la pista tracciata dal maestro Gadamer cercando però di rendere l'atto interpretativo meno sottoposto a interpretazioni soggettive: come Gadamer non si cura della semantica per privilegiare il momento soggettivo dell'interpretazione, Luperini scorge anche in Hirsch una forzatura speculare e opposta a quella del filosofo tedesco, concentrando la propria attenzione sulla volontà dell'autore e sul significato che ne sarebbe l'unica espressione e trascurando così il momento interpretativo. Per concludere sia in Gadamer che in Hirsch la semantica e l'interpretazione restano separati.
Allo stesso modo in Italia Eco ed Agosti sono presi da Luperini come modelli di due opposti modi di far critica e di approcciarsi al testo: l'uno difensore del “senso letterale” e del primato della semantica, l'altro del significante a scapito del “senso” (derridianamente”) o del “discorso” (lacanianamente). Se il primo - dividendo il lettore empirico (che trascura l'intentio operis e valuta importante soltanto l'intentio lectoris) da il lettore modello (che invece vuol ricercare nel testo l'autore e l'intentio operis) e trovando nel loro porsi dialetticamente una cooperazione interpretativa che dovrebbe limitare la soggettività con l'uso del “commentario” – attribuisce troppa importanza al significato letterale di un testo dimenticandosi del legame imprescindibile che esso ha con l'extra-testo e il contesto, il secondo – per cui l'ordine della semantica impregnato di ideologia e razionalità, sarebbe solo un supporto, necessario ma del tutto secondario per una giusta interpretazione testuale e per cui il messaggio formale si dà soprattutto dove il calcolo della tessitura sonora si effettua in totale indipendenza dai contenuti su cui si appoggia – non si accorge di non poter prescindere del tutto dalla base semantica né di poterla considerare unicamente un supporto indipendente dal quale si articola la verità del testo poetico (ed è invece costretto al momento della lettura a farci i conti e, quando questi non gli tornano, a forzarla o a distorcerla onde subordinarla al senso che egli vuole comunque rivelare). Eco ed Agosti per Luperini, “rappresentano le versioni opposte di una pura semiosi che, in entrambi, considera i segni meri nomi e tende ad escludere o a limitare l'elemento referenziale e pragmatico del discorso ma che privilegia, delle due facce del segno, l'una il recto del significato letterale, l'altra il verso del significante. Per ragioni diverse, semantica e interpretazione restano ancora una volta separate”.
Arrivati dunque a definire una disgiunzione secondo la quale struttura semantica e attività interpretativa non possono darsi insieme se non privilegiando l'una (la quale induce a uno scientismo che, strappando l'opera dal suo contesto pragmatico, tutto riduce all'oggettività del testo e nulla concede al punto di vista del lettore) o l'altra (che induce a un nichilismo distruttore di qualsiasi possibile identità nel dimenticarsi le condizioni storiche di produzione e le qualità peculiari del testo), Luperini prosegue nella sua ricerca coinvolgendo il lavoro di Paul De Man, il decostruzionista americano che ha portato alle estreme conseguenze i procedimenti dei due opposti filoni di pensiero sin qui considerati unificandoli in una prospettiva che, separando coerentemente e definitivamente semantica e interpretazione, approda alla tesi dell'illeggibilità del testo. Viene recisa qualsiasi possibilità di senso e ci sarebbe da attendersi come unico atto coerente il silenzio, la sospensione stessa della critica: se infatti la scrittura critica, come ogni altra scrittura, non può essere indecidibile, perché dovremmo credere alla sua possibilità di decidere circa l'indecidibilità retorica della letteratura? Ecco allora che De Man propone come via d'uscita l'allegoria la quale, pur dichiarandone l'illeggibilità (perché allegoria di una allegoria), mostra una certa efficacia sulla validità del piano pratico del significato (insussistente invece sul piano epistemologico).
A questo punto Luperini collega De Man a Benjamin, il filosofo che per primo ha rivalutato e riattualizzato il concetto di allegoria in epoca moderna. Secondo Benjamin l'allegoria non è soltanto una semplice figura retorica, “non è una tecnica giocosa per produrre immagini, bensì espressione, così come è espressione il linguaggio e anzi: la scrittura. […]. Appunto la scrittura apparve prima di tutti gli altri come un sistema convenzionale di segni”. Si afferma così il carattere scritturale dell'allegoria e, allo stesso tempo, il carattere allegorico della scrittura, essendo quest'ultima nient'altro che un sistema convenzionale di segni senza alcuna organica relazione col loro significato. La scrittura è dunque intrinsecamente duplice e contraddittoria: da un lato deve indicare un contesto reale ed è perciò legata alla oggettività della referenzialità; dall'altro si fonda su una convenzione che è arbitraria e soggettiva. È riproposto qui la problematica della semantica e della interpretazione, ma per la prima volta essa vive nell'uniticità delle sue componenti essendosi svelata nell'origine stessa della scrittura: per Benjamin “contenuto di realtà” e “contenuto di verità” sono due facce diverse, ma interdipendenti, del processo interpretativo. Ed è proprio il carattere convenzionale e dunque arbitrario, non individuale ma sociale, la validità intersoggettiva che trasforma questa iniziale arbitrarietà in legittimità relativa e storicamente determinata, a rendere l'allegoria leggibile. In altre parole la finitezza e la mondanità dell'allegoria implicano la sua leggibilità.
La convenzionalità che regge l'allegoria garantisce la relativa trasparenza e la trasmettibilità dei significati, ma nello stesso tempo li condanna alla precarietà della temporalità.
La scrittura critica si pone come allegoria di una allegoria, ma è anche “insediamento del sapere in esse, nelle opere morte” e dunque atto sociale di responsabilità che, trasformando il loro “contenuto di realtà” in “contenuto di verità” ne coglie il “significato attuale”. Citando a tal proposito lo stesso Benjamin:
La critica cerca il contenuto di verità di un'opera d'arte, il commentario il suo contenuto reale. Il rapporto fra i due determina quella legge fondamentale della letteratura per cui, quanto più significativo è il contenuto di verità di un'opera, e tanto più strettamente e invisibilmente esso è legato al suo contenuto reale. Se durevoli si rivelano perciò proprio quelle opere la cui verità è più profondamente legata nel loro contenuto reale, nel corso di questa durata gli elementi reali si impongono tanto più nettamente allo sguardo dell'osservatore quanto più si estinguono nel mondo. Ma con ciò contenuto reale e contenuto di verità, uniti nella giovinezza dell'opera, si separano nel corso della sua durata, poiché il secondo continua a restare nascosto, mentre il primo viene alla luce. Sempre più, quindi, per ogni critico successivo, l'interpretazione di ciò che colpisce e stupisce, del contenuto reale, assurge a condizione preliminare. Il primo atto del critico ha da essere il commento. […] se si vuole concepire, con una metafora, l'opera in sviluppo nella storia come un rogo, il commentatore gli sta davanti come il chimico, il critico come l'alchimista. Se per il primo legno e cenere sono i soli oggetti della sua analisi, per l'altro solo la fiamma costodisce un segreto: quello della vita. Così il critico cerca la verità la cui fiamma vivente continua ad ardere sui ceppi pesanti del passato e sulla cenere lieve del vissuto.
Dunque, stando a Benjamin: da una parte, senza commento, non c'è critica; priorità dell'analisi e del contenuto effettuale, inscindibilità di semantica e interpretazione, di contenuto reale e di contenuto di verità; dall'altra invece primato del momento dialettico che si esprime nel contenuto di verità e nessuna deducibilità di quest'ultimo dal contenuto reale, ma scarto e frattura, giacché la lettura, in quanto allegoria, ripete il testo e nello stesso tempo sconta l'impossibilità di una coincidenza con esso e dunque è costretta a mettersi in scena come dinamica differenziale.
Il cuore della questione non sta nel negare questa dinamica, privilegiando il primo aspetto e trasformando Benajmin in un critico tutto filologico o privilegiando il secondo e trasformando Benjamin in un precursore del decostruzionismo, ma piuttosto accettarla come costitutiva dell'atto critico stesso.
A questo punto Luperini prova a superare la teoria nichilista di De Man secondo cui ogni testo è illeggibile, essendo l'interpretazione di un segno soltanto un altro segno altrettanto interpretabile. Con una conclusione del genere la critica letteraria, rischierebbe davvero di delegittimarsi. Per Luperini l'interpretazione è sì allegoria di una allegoria, ma attualizzandosi essa come lettura allegorica di una specifica scrittura, fornisce da un lato un significato storicamente e convenzionalmente determinato e quindi interpretabile da un'altra lettura allegorica, dall'altro, nello stesso tempo, proprio in questo e per questo, ponendosi essa stessa come significato. Così se un testo letterario è autosufficiente, la critica non può esserlo, cosicché avverte il bisogno di legittimarsi davanti all'opera e nei confronti del lettore. E se la funzione sociale della critica è mantenere in ri-uso il patrimonio culturale di un popolo o di una civiltà, essa deve ogni volta dimostrare il proprio valore e il valore del proprio oggetto, giustificandosi e giustificandolo nello stesso tempo. Affermando il “significato attuale” di un'opera, la critica afferma la propria attualità, cioè se stessa; ma deve far ciò affermando, nel contempo, il testo. Essa perciò non può separarsi mai dal contenuto reale perché è questo che ne fonda l'identità e l'autorità, nonché la stabilità nel corso della durata storica.
Nel testo se ogni parola ha un senso arbitrario, l'organizzazione delle parole nella frase esige un significato ed è finalizzata ad esso. Frye dice della “vera allegoria” sia che debba essere un elemento strutturale (già dato e non aggiunto dalla interpretazione critica) sia che prescriva la direzione del suo commento, restringendo così la libertà dell'interprete. Perché questo è il carattere paradossale dell'allegoria: per un verso rimanda alla libertà dell'atto della significazione e del giudizio e della attribuzione di un significato non deducibile dalla cosa in sé, dall'altro questa libertà è vincolata e deve fare i conti con un elemento strutturale che è nel testo. Questo “elemento strutturale” che indica la direzione del commento e della interpretazione, è la semantica: una direzione di senso che ne esclude altre, riduce i tassi di arbitrarietà e accresce quello di plausibilità ovvero di “adeguatezza” e “rispondenza al reale”.
Ma esaurito questo percorso ricognitivo, ci si para davanti l'abisso tra essere figurato e significare, lo scarto fra la convenzionalità dei significati relativa all'epoca di produzione del testo e il bisogno di strapparlo al continuum temporale e d'investirlo di un soprasignificato allegorico che ne sancisca l'attualità. Questo iato è quello stesso che resta aperto fra semantica e interpretazione e che dà ragione del carattere infinito delle interpretazioni; ed è in esso che lavora l'attività allegorica di ogni nuovo critico.
Definita la validità dell'allegoria come atto interpretativo, Luperini prosegue la sua ricerca distinguendo una critica simbolica e una allegorica. Se l'una – diffusa soprattutto nel pensiero neoermeneutico – si muove nel campo orizzontale e spaziale dell'intuizione sensuale e del gioco analogico, l'altra preferisce il campo verticale e temporale della concettualizzazione dei significati e della loro collocazione nella storia. Nella critica simbolica resta la logica del simbolo che è quella della simultaneità dell'universale nel particolare; si fonda sul principio di similitudine (con la conseguenza che, una volta avventuratasi nella rete di similitudini che avviluppa il cosmo in una serie infinita di corrispondances può trovare similitudini dovunque poiché, sotto una certa descrizione, tutto può essere visto come simile a tutto); presupponendo un legame trasparente tra visibile e invisibile, procede per allusioni, rifugge dalle argomentazioni, vuole essere istantanea, predilige la nota in margine del testo, in un rapporto di analogia con esso. Citando Bloom “una teoria della poesia deve appartenere alla poesia, deve essere poesia, prima di poter essere in qualche modo utile all'interpretazione”. Tale affermazione segnala da una parte una perdita d'identità non solo della poesia ma anche della critica, dall'altra viene a cadere qualsiasi criterio di verificabilità (o di correttezza) dell'interpretazione e resta possibile solo un vagabondare orizzontale, per via analogica, da un testo a un altro, in un universo dove la poesia nasce solo per partenogenesi da un'altra poesia, dove tutto è poesia e interscambio fra poesie, mentre non ci sono più uomini reali né reali comunicazioni tra loro.
Nella critica allegorica invece l'allegoria non presuppone alcuna originaria affinità metafisica, quale postula invece il simbolo, ma piuttosto una coordinazione istituita mediante una convenzione e dunque una verità relativa, storicamente e socialmente determinata; non fa che trarre tutte le conseguenze dalla consapevole accettazione dello statuto sociale di qualsiasi tipo di critica (anche di quella simbolica); per essa la struttura dell'opera non nasconde alcuna armonia prestabilita ma esige lo sguardo allegorico dell'interprete che ne coglie i processi di rottura e di contraddizione e storicamente la colloca in un senso, scommette e argomenta su di esso, nella coscienza della forza ma anche della parzialità del proprio punto di vista.
Così mentre la critica simbolica respinge con disgusto o con snobistica sufficienza il mondo del limite e dei rapporti materiali di forza pretendendo di evaderne con l'evocazione dell'Essere o con la contemplazione del Nulla e avendo scelto la strada del soggettivismo, dichiara in modo inappellabile e autoritario la verità di una rivelazione ripetuta di volta in volta o di uno scacco nichilistico ogni volta confermato, di fatto trasmutando la teorizzata legge del travisamento nel privilegio inverificabile dell'interprete; la critica allegorica è incatenata al tempo, alla successione temporale che stabilisce la differenza fra opera e interpretazione, alla interdipendenza e allo scarto fra contenuto effettuale e contenuto di verità, e dunque alla precarietà della produzione di senso e di quegli stessi significati per i quali pure apertamente si batte dall'interno di una dimensione pratico-sociale accettata come ineliminabile orizzonte della comunicazione e dell'agire umano. Nel conflitto delle interpretazioni essa prende posizione con la propria sino a porsi come tendenza e militanza, al di là di ogni pretesa dogmatica di assolutezza e anzi assumendo coscientemente su di sé il destino di caducità di ogni operazione conoscitiva.

## Costruzione di una costruzione: il Baudelaire di Benjamin, il moderno, l'allegoria
Nel terzo saggio del libro Luperini si sofferma ad analizzare il pensiero e in particolare alcuni studi di Benjamin sul moderno e su Baudelaire. Si parla di un libro che avrebbe dovuto essere pubblicato tra il 1938 e il 1939 col nome di Studi sociologici su Baudelaire. In realtà non è rimasto neppure il manoscritto di questi studi, ma sappiamo che il saggio Di alcuni motivi in Baudelaire doveva corrispondere, nella sua prima stesura, alla seconda delle tre parti in cui l'opera era suddivisa. Ci sono poi pervenuti appunti su cui Benajmin lavorava e che ora occupano la sezione Baudelaire di Parigi, capitale del XIX secolo. Luperini riunisce tutto questo materiale (composto anche da lettere private e corrispondenze del filosofo tedesco) e tenta di ricostruire filologicamente una interpretazione benjaminiana del moderno e di Baudelaire concentrandosi in particolare sulla definizione dell'allegoria moderna, del suo rapporto col mercato e col feticismo della merce; e provando a ripercorrere il metodo con cui operava Benjamin critico e sociologo della letteratura.
Il punto di partenza è la critica di Benjamin a Dilthey e a Bergson e alla loro “filosofia della vita”. La nozione di “esperienza vissuta” (Erlebnis) che vi è elaborata ignora l'epoca della grande industria e gli shocks che tale industrializzazione comporta. L'Erlebnis presuppone una condizione di integrità dell'io in cui riflessione e impressioni si corrispondono armonicamente, ma l'epoca moderna condanna l'individuo all'atrofia progressiva dell'esperienza. È proprio questa “esperienza” dunque a presentarsi agli artisti moderni come qualcosa di perduto, appartenente a “una vita anteriore” ai “giorni festivi” di una preistoria, rispetto ai quali le “correspondances” sono le date del ricordo. In Baudelaire – riconosciuto come poeta della modernità - esse non sono corrispondenze simultanee, come furono coltivate in seguito dai simbolisti, ma momenti fuori del tempo fra i quali l'immaginazione coglie una rete di correlazioni. Secondo Benjamin in Baudelaire agiscono contemporaneamente la “fantasia allegorica” con la sua “più concentrata contemplazione” e l'immaginazione che con la sua “raffinata sensibilità” svolge invece un'attività simbolica. E Benjamin non ha dubbi nel credere che l'immaginazione sia subordinata alla fantasia allegorica, così come, in un tessuto, rispetto alla tessitura, risulta decisiva la filatura. E la condizione che rende possibile l'utilizzazione delle correspondances da parte della fantasia allegorica è il distacco delle impressioni dall'Erlebnis. L'allegoria presuppone dunque questo distacco dalla natura, la capacità di porre continuamente l'immagine al servizio del pensiero. Mentre le correspondances simboliche mimano la pienezza di un rapporto ancora autentico con il mondo naturale e tentano di riprodurne l'Erlebnis, l'allegoria prende atto del tramonto di tale possibilità nell'epoca della grande industria. Per questo può porsi come la forma artistica propria del moderno. I ricordi stessi sono mortificati, sono un oggetto-ricordo, in essi si deposita la nascente autoestraneazione dell'uomo che cataloga il suo passato come un morto possesso: “l'allegoria ha sgombrato, nell'Ottocento, il mondo esteriore, per stabilirsi in quello interno”. Tale alienazione della vita interiore non è che il risultato della reificazione in una società dominata dal feticcio della merce: “le allegorie rappresentano ciò in cui la merce trasforma le esperienze degli uomini di questo secolo”. Il ricordo è la figura chiave della nuova allegoria proprio perché esso è lo schema della trasformazione della merce in oggetto di collezione. La vita interiore, una volta sottratta all'Erlebnis, non può che smarrire la propria aura, ovvero l'emanazione espressiva dell'intimo.
Tutto questo contrasta fortemente con la tradizione del genere lirico che proprio per questo subirà una trasformazione. Parigi è presa da Benjamin come esempio di città in cui tale trasformazione assume i suoi aspetti più radicali essendo la città dei Passages dei “centri di commercio di articoli di lusso” in cui “l'arte entra al servizio del commercio”. Il poeta può ormai identificarsi quasi del tutto con il flaneur: il vagabondo in cui - secondo Benjamin - “rivive quel tipo di individuo ozioso che, sulla piazza di Atene, Socrate sceglieva come interlocutore” con la differenza che in epoca moderna “non c'è più nessun Socrate, ed è finito anche il lavoro degli schiavi che gli garantiva il suo ozio”. A differenza di questi il poeta con Baudelaire è sì ancora inserito socialmente nella borghesia, ma vive alle soglie di essa in una situazione di precarietà e marginalità accentuata da una crisi specifica non solo della poesia lirica, ma del ruolo stesso del poeta al quale la borghesia era sul punto di negare una funzione e un compito. In una società di massa dominata dal feticcio della merce, non esistono più i mecenati e vige invece la concorrenza sul mercato. Baudelaire è costretto a rivendicare un valore di mercato e a divenire impresario di se stesso. E infatti l'altra figura più vicina a quella del poeta è la prostituta, perché come questa vende il proprio corpo il poeta mette in vendita la propria intimità e i propri sentimenti.
Tutto questo è alla base sia della “perdita dell'aureola” sia dei procedimenti allegorici: secondo Benjamin è probabile “che le epoche che tendono a un'espressione allegorica abbiano esperito una crisi dell'aura”. L'allegoria è dunque un modo di prendere atto della crisi della lirica, della perdita di funzione sociale del poeta e della trasformazione in merce dell'oggetto poetico.
Esponendosi sul mercato, il poeta deve attrezzare il proprio prodotto in modo che questo possa vincere la concorrenza. Baudelaire elaborò per primo l'idea di un'originalità adeguata al mercato e a impostare conseguentemente il suo stesso rapporto con la tradizione scrivendo, ad esempio, alcune poesie per “distruggere” delle altre composte prima delle sue. D'altronde, subordinandosi alla dialettica della produzione di merci, l'arte deve presentarsi, nello stesso tempo, come nuova e come sempre uguale. L'allegoria sembra avere un rapporto intrinseco o addirittura di equivalenza con la merce: nell'allegoria, infatti, non si dà alcuna mediazione naturale fra immagine e significato, esattamente come con la merce e il prezzo (attribuito in maniera convenzionale).
Secondo Benjamin l'equivalenza fra nuovo e sempre-uguale, fra oggetto poetico e merce, e l'omologia di forme fra l'allegoria e la merce costituiscono il contenuto di verità dell'opera di Baudelaire.
“La descrizione della confusione è qualcosa di diverso da una descrizione confusa”. L'allegoria non è dunque un semplice riflesso della reificazione. Quel qualcosa di diverso va anzitutto cercato nella tecnica stessa dell'allegoria. Quando, nel saggio L'autore come produttore, Benjamin fornisce alcuni esempi di come tendenza e qualità possano coincidere, indica infatti una serie di procedure che rinviano al campo della visione allegorica, come la frammentazione e l'interruzione, il rapporto fra singolo pezzo e il montaggio, il ricorso al “pensiero” per estraniare la rappresentazione e indurre il pubblico al distacco e alla vigilanza critica nei confronti di ciò che viene rappresentato. L'allegoria è un momento di autocoscienza dell'arte moderna e, insieme, uno strumento di difesa e di demistificazione critica, grazie soprattutto al suo intrinseco “furore distruttivo”.
Inoltre, se in questo potere distruttivo risiede il carattere progressivo dell'allegoria, essa svolge nondimeno anche un compito di conservazione e di salvataggio: da un lato strappa l'oggetto dal contesto sciogliendolo dai suoi nessi vitali e isolandolo come una monade, dall'altro proprio così facendo, lo conserva. Il particolare, mentre contrappone alla falsa totalità il suo valore di frammento, mantiene la possibilità di conoscere il generale da cui è avulso. Anzitutto, infatti, la monade ha dentro di sé il mondo da cui è stata divelta; in secondo luogo, il frammento così isolato entra a far parte di un nostro modo di interpretare la realtà e di darle un significato. Non per nulla la figura più vicina all'allegorista è quella del collezionista, che scioglie l'oggetto da “tutte le sue funzioni originarie” e, collocandolo all'interno di un proprio spazio, gli conferisce un “suo” significato. Ebbene questo è il processo stesso della conoscenza: “il vero metodo per renderci presenti le cose è di rappresentarcele nel nostro spazio (e non di rappresentare noi nel loro). […] Non siamo noi a trasferirci in loro, ma loro ad entrare nella nostra vita”.
Così allegorizzazione e conoscenza storica vengono spinte a una perfetta coincidenza. La mancata cancellazione dell'oggetto, la sua conservazione, sono anche un salvataggio ai fini di una conoscenza inquinata dallo storicismo dei vincitori. Il metodo di Benjamin è esso stesso un procedimento allegorico.
In Benjamin il moderno, secondo Luperini, è definito sulla scorta degli scritti economici marxiani degli anni Cinquanta piuttosto che di quelli giovanili. Mentre il giovane Marx tende a identificare il moderno con le conseguenze della rivoluzione politica del 1789 e con la nascita del mercato nazionale e di uno stato centralizzato, nelle opere successive “modifica cronologia e tipologia del moderno, collegandolo al carattere permanentemente innovatore assunto dalla grande industria ed al costituirsi di leggi di mercato che sfuggono agli agenti della produzione, presentandosi piuttosto nella forma di leggi naturali. […] Ciò che va sottolineato è che per Marx la malattia mortale del mondo moderno deriva dal costituirsi, proprio con l'affermazione del capitalismo industriale, di una seconda natura artificiale che domina la vita degli uomini”. È questa “seconda natura” il regno del flaneur e quindi anche dell'artista. Inoltre, era stato proprio Marx a correggere la scoperta hegeliana della soggettività come principio dell'età moderna: se la nascita dell'individualità accompagna nel Settecento la genesi del moderno, l'uomo dell'Ottocento gli si presenta come “singolarità omologata, uomo della strada”, in un'epoca in cui è ormai “finito il tempo degli eroi”.
Se l'artista si muove ormai nello spazio della seconda natura, l'allegoria, che la riflette e la conosce, si offre, a un tempo, come forma omologa di tale realtà e come sua demistificazione, e anzi questo secondo aspetto sembra nascere direttamente dal primo. In tal modo, l'allegoria moderna si pone come allegoria del moderno. Il realismo dell'avanguardia, che aspira appunto a essere l'arte del moderno, è eminentemente un realismo allegorico.
Ma il realismo dell'allegoria comporta indubbiamente una resistenza al simbolismo. Quest'ultimo come categoria storico-letteraria non trova grande rilievo negli scritti baudelairiani di Benjamin, che vi fa riferimento, come già sappiamo, solo in relazione, da un lato, alla tradizione inaugurata dal poeta francese e al ricorso della sinestesia da parte dei suoi imitatori e continuatori e, dall'altro, alla questione del rapporto fra correspondances e allegorismo nelle Fleurs du mal. In queste occasioni Benjamin parla sempre con un certo fastidio dell'uso delle sinestesie e delle corrispondenze simultanee e distingue con cura le correspondances baudelairiane da quelle coltivate in seguito dai simbolisti. Queste ultime infatti presuppongono una libertà di rapporto con la natura che non è più possibile per l'allegorista, il quale deve piuttosto fare i conti con il paesaggio artificiale dei Passages e con la realtà della merce e della reificazione.
La storia del moderno è dunque la storia di una necessaria relazione fra simbolismo e allegorismo già presente e attiva nel principale poeta della modernità, Baudelaire, contemporaneamente teorico delle correspondances e artista allegorico.